# Могила лева
«Могила лева» (рос. «Могила льва») — білоруський радянський художній фільм 1971 року режисера Валерія Рубінчика за мотивами білоруських народних легенд.

## Сюжет
Давним-давно закохався полоцкий князь Всеслав в красуню Любаву, наречену коваля Машеки. Підступністю та хитрістю розлучив він закоханих. Зібрав тоді Машека народну дружину і пішов мститися князеві за свою зганьблену любов і честь, битися за народну волю.

## У ролях
- Олег Відов — Машека
- Валентина Шендрикова — Любава
- Маріс Лієпа
- Ніна Ургант
- Ігор Ясулович
- Валентин Нікулін

## Творча група
- Сценарій: Юрій Лакербай
- Режисер: Валерій Рубінчик
- Оператор: Юрій Марухін
- Композитор: Андрій Волконський